# 谷地蓼
谷地蓼（学名：Polygonum limosum）为蓼科蓼属下的一个种。

## 扩展阅读
- 維基物種上的相關：谷地蓼